# Пек-де-л'Есперанс
Пек-де-л'Есперанс (фр. Pechs-de-l'Espérance) — муніципалітет у Франції, у регіоні Нова Аквітанія, департамент Дордонь. Пек-де-л'Есперанс утворено 1-1-2022 шляхом злиття муніципалітетів Казуле, Орльяге i Періяк-е-Міяк. Адміністративним центром муніципалітету є Періяк-е-Міяк. Населення — 772 особи (01.01.2021).